# Alter Markt (Solingen)
Der Alte Markt ist ein zentraler Platz in der Innenstadt der bergischen Großstadt Solingen. Es handelt sich dabei um den ursprünglichen Marktplatz innerhalb der Solinger Altstadt, auf dem über Jahrhunderte der städtische Markt abgehalten wurde. Der nach der Zerstörung im Zweiten Weltkrieg wiederaufgebaute Platz erhielt seine heutige Gestaltung beim Umbau im Jahr 2013.

## Lage und Beschreibung

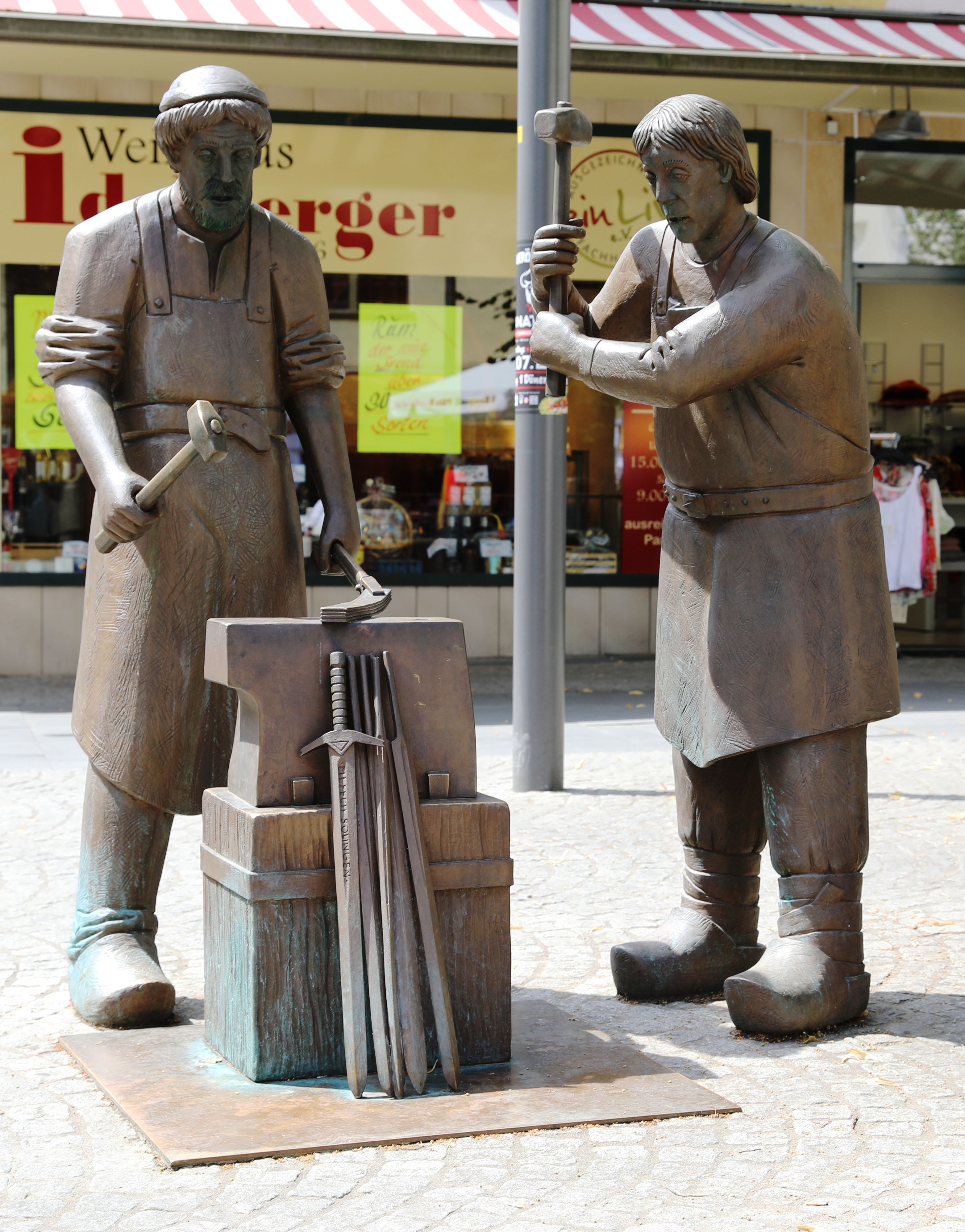
Klingenschmied-Denkmal auf dem Alten Markt

### Lage
Der Platz befindet sich im Herzen der Solinger Innenstadt und liegt in Ost-West-Richtung auf halber Strecke zwischen der Evangelischen Stadtkirche und dem Graf-Wilhelm-Platz/Neumarkt. Nach Norden zweigt die nach dem einstigen Stadttor sogenannte Straße Ohliger Tor ab, nach Westen die Kirchstraße. Die nach Osten abzweigende Küstergasse bildet die Verbindung zu Fronhof, Kirchplatz und Stadtkirche. Über die nach Süden abzweigende Linkgasse wird die Verbindung zur Hauptstraße geschaffen. Der Alte Markt ist wie die umliegenden Straßen als Fußgängerzone ausgewiesen.

### Gestaltung und Denkmäler
Der Alte Markt hat einen annähernd quadratischen Grundriss. Er ist von Blockrandbebauung in Form von Wohn- und Geschäftshäusern umgeben, die neben Einzelhandel auch von der Gastronomie genutzt werden. Der Platzfläche wird dabei auch für die Außengastronomie der angrenzenden Cafés genutzt. Sie wird darüber hinaus durch alte Bäume geschmückt und verfügt über verschiedene öffentliche Sitzmöglichkeiten. Auf dem Alten Markt sind insgesamt drei Kunstwerke platziert, die zu den Solinger Kunstwerken im öffentlichen Raum gezählt werden.
Am Eckgebäude Alter Markt/Küstergasse 1 ist das 1954 geschaffene Kupferblech eines Waffenschmieds von Arthur Wasserloos angebracht. Die von der Solinger Bildhauerin Lies Ketterer 1963 geschaffene Bronzeskulptur des Heimatdichters Peter Witte befand sich ursprünglich auf einer Steinmauer mit Brunnen sitzend. Bei der Neugestaltung des Platzes 2013 wurde die Skulptur auf einem Glaskubus platziert. Im Jahre 2011 wurde zudem das von dem Solinger Bildhauer Henryk Dywan geschaffene Klingenschmied-Denkmal enthüllt. Es zeigt zwei Schmiede an einem Amboss. Bei diesem Denkmal handelt sich um eine Reminiszenz an die bis 1944 auf dem Alten Markt befindliche Brunnenfigur eines Schmieds.

## Geschichte

### Frühgeschichte bis Zweiter Weltkrieg
Nachdem Solingen 1374 zur Stadt erhoben worden war, gewährte Graf Wilhelm II. von Berg der Stadt das Recht, einmal wöchentlich einen Markt abhalten zu dürfen sowie einmal im Jahr einen Jahrmarkt. Auf dem Markt boten die Bauern Vieh und Lebensmittel und die Handwerker ihre Waren der Solinger Bevölkerung zum Kauf an. Seit dem 17. Jahrhundert ist der heutige Alte Markt als Marktplatz nachgewiesen. Der Platz wurde erstmals 1684/88 als Am Markt erwähnt. Die simple Bezeichnung Markt trug er auch noch im 18. und der ersten Hälfte des 19. Jahrhunderts.:4
In der stetig wachsenden Stadt Solingen reichte die Marktfläche am Marktplatz im Laufe der Zeit jedoch nicht mehr aus. So wurde der Esels- und Pferdemarkt etwa auf dem Kirchhof an der Stadtkirche abgehalten, der Schweinemarkt fand außerhalb der Stadt vor dem Ohliger Tor statt. Seit 1850 diskutierte man in Solingen die Vergrößerung des Marktplatzes oder dessen Verlegung nach außerhalb. In der zweiten Hälfte des 19. Jahrhunderts erwarb die Stadt Solingen schließlich die Fläche des Neumarktes und verlegte den Markt dorthin. Für den bisherigen Marktplatz setzte sich in der Folge die Bezeichnung Alter Markt durch.:4
Der Alte Markt zeichnete sich ursprünglich durch seine Bebauung aus meist giebelständigen und vereinzelt traufständigen Schieferhäusern im Bergischen Stil aus. Ab der Gründerzeit war die Altstadt und mit ihr der Alte Markt jedoch bereits einem umfangreichen Wandel unterworfen. Viele alte Schieferhäuser wurden abgerissen und durch Wohn- und Geschäftshäuser im Stil des Historismus ersetzt, die oft in Größe und Volumen die alten Fachwerkhäuser deutlich überragten. Für den Alten Markt prägend war die Errichtung des dreigeschossigen Kaufhauses Mertens 1912, das alle anderen Gebäude am Markt winzig erscheinen ließ (ungefähre Lage). So war zu Beginn des Zweiten Weltkriegs das einstige „Postkartenidyll“ der Solinger Altstadt nur noch in wenigen Teilen erhalten.
Auf dem Alten Markt wurde im August 1895 ein Zierbrunnen mit der Brunnenfigur eines Klingenschmieds des Kölner Bildhauers Wilhelm Albermann aufgestellt, der das Gesicht des Platzes fortan prägte. Im Volksmund erhielt die Figur den Namen Peter Hahns (1720–1794), eines bekannten Solinger Klingenschmieds des 18. Jahrhunderts, der aus der Hofschaft Jakobshäuschen stammte. Die Bezeichnung Peter-Hahn-Denkmal setzte sich später auch offiziell durch.

### Nachkriegszeit bis heute

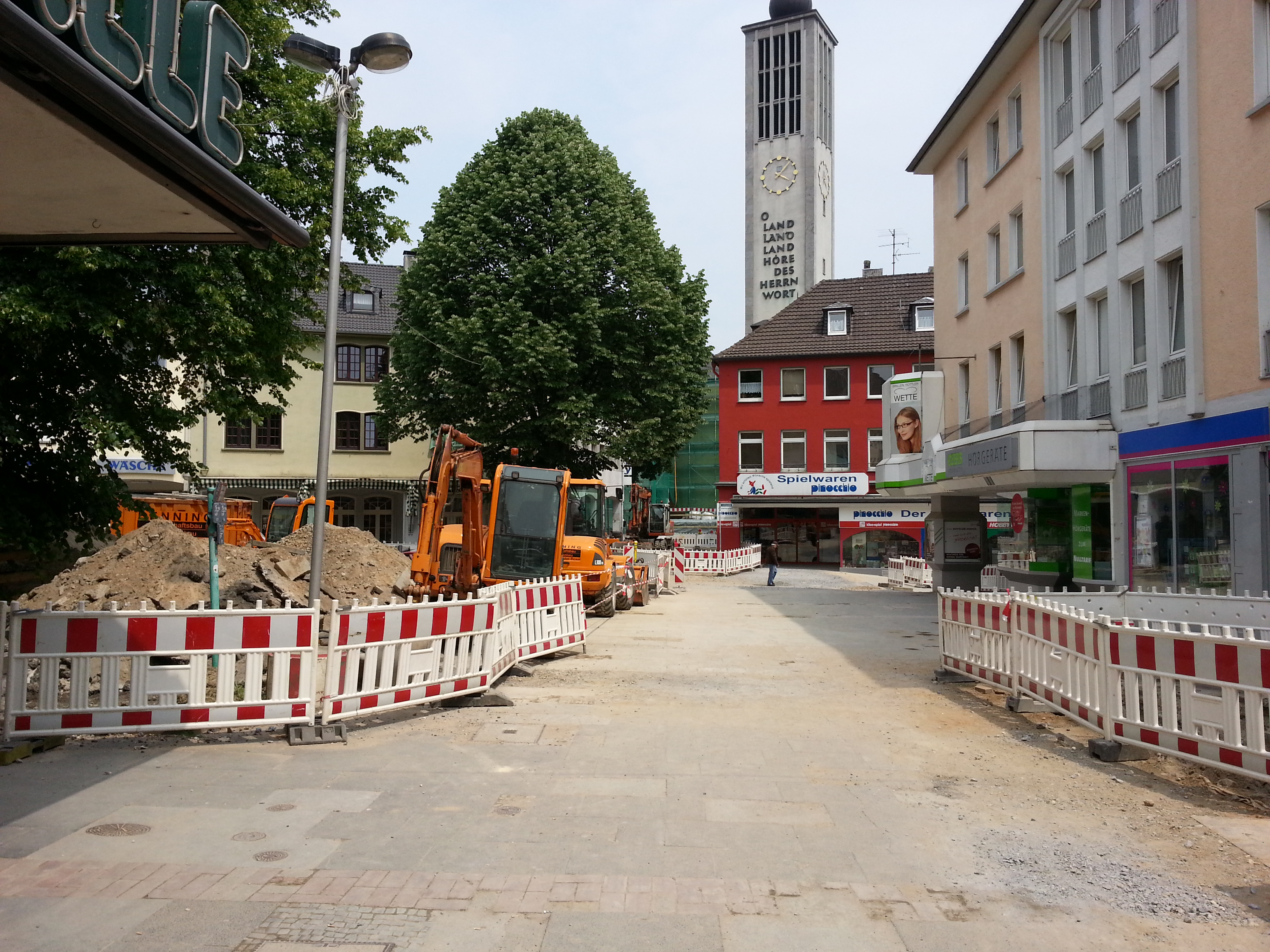
Umbau des Alten Marktes im Sommer 2013

Bei den beiden Luftangriffen auf Solingen am 4. und 5. November 1944 wurde die Solinger Altstadt mit dem Alten Markt völlig zerstört. Zerstört wurde auch der Brunnen mit dem Peter-Hahn-Denkmal.
Der Platz am Alten Markt wurde Anfang der 1950er Jahre in Blockrandbebauung durch Wohn- und Geschäftshäuser im nüchternen Wiederaufbaustil neu bebaut. Bereits Ende 1953 war der Platz wiederaufgebaut.:29 Einige Gebäude erhielten Arkaden, die in der zerstörten Solinger Altstadt gänzlich unbekannt waren. Bei der Neuanlage des Platzes wurden zudem im Gegensatz zum historischen Vorbild Veränderungen und Begradigungen vorgenommen, so erhielt er einen quadratischen Grundriss, während er ursprünglich einen dreieckigen Grundriss hatte. Außerdem wurden nicht alle zerstörten Straßen und Gassen, die in den Platz einmündeten, wiederhergestellt (z. B. die Johannisstraße). So entstand insgesamt ein völlig verändertes Stadtbild, das sich nur in Ansätzen am Stadtbild der Solinger Altstadt orientierte.
Da mit der zerstörten Altstadt viel Identitätsstifendes verloren ging und die neu aufgebaute Innenstadt kaum Gemeinsamkeiten mit der alten Innenstadt hatte, war man in Solingen in den 1950er Jahren zumindest um eine Erinnerung in Form von Denkmälern bemüht. Ein eigener Denkmalausschuss befasste sich mit der Planung und der Aufstellung von Denkmalen in der Innenstadt. Bereits 1954 wurde am Eckgebäude Alter Markt/Küstergasse 1 das Kupferblech eines Waffenschmieds von Arthur Wasserloos angebracht, das an die zerstörte Brunnenfigur „Peter Hahn“ erinnern sollte. Im Jahre 1963 wurde die Bronzefigur des Peter Witte von Lies Ketterer auf dem Platz aufgestellt. Um die Aufstellung eines Klingenschmied-Denkmals war der Verschönerungsverein Solingen rund 50 Jahre bemüht, bis sich die Idee 2011 realisieren ließ. Die bereits 2009 fertiggestellte Skulpturengruppe stammt von Henryk Dywan.
Im Rahmen des Förderprojekts City 2013 wurden Teilbereiche der Innenstadt neu gestaltet, darunter auch der Alte Markt. Die alte Pflasterung wurde entfernt und der Platz durch verschiedene Sitzgelegenheiten und Stadtmobiliar aufgewertet. Die Denkmäler wurden in den Umbau einbezogen, so wurde die Skulptur von Peter Witte auf einem Glaskubus platziert. Das Projekt kostete rund eine Million Euro. Der fertige Platz wurde am 14. September 2013 freigegeben.